# Jated
Jated (hebr.: יתד) – moszaw położony w samorządzie regionu Eszkol, w Dystrykcie Południowym, w Izraelu.
Leży w zachodniej części pustyni Negew, w pobliżu Strefy Gazy i przejścia granicznego z Egiptem.

## Historia
Moszaw został założony w 1981.

## Gospodarka
Gospodarka moszawu opiera się na intensywnym rolnictwie oraz uprawach warzyw i kwiatów w szklarniach.